# Nikolaevsk-na-Amure
Nikolaevsk-na-Amure (tiếng Nga: ?) hay Miếu Nhai (廟街), Ni Cảng (尼港), là một huyện hành chính tự quản, của Vùng Khabarovsk, Nga. Thành phố có diện tích 10 km², dân số thời điểm ngày 1 tháng 1 năm 2000 là 31400 người.